# Extraordinarius
Genre
Extraordinarius est un genre d'araignées aranéomorphes de la famille des Sparassidae.

## Distribution
Les espèces de ce genre sont endémiques du Brésil.

## Liste des espèces
Selon World Spider Catalog (version 23.5, 17/11/2022) :
- Extraordinarius alicecooperi Rheims, 2022
- Extraordinarius andrematosi Rheims, 2019
- Extraordinarius angusyoungi Rheims, 2022
- Extraordinarius brucedickinsoni Rheims, 2019
- Extraordinarius klausmeinei Rheims, 2019
- Extraordinarius rickalleni Rheims, 2019

## Systématique et taxinomie
Ce genre a été décrit par Rheims en 2019 dans les Sparassidae.

## Publication originale
- Rheims, 2019 : « Extraordinarius gen. nov., a new genus of Sparianthinae spiders (Araneae: Sparassidae) from southeastern Brazil. » Zootaxa, no 4674(1), p. 83-99.